# ソガのプワジ
『ソガのプワジ』は、2011年10月4日から2012年9月25日まで毎週火曜日の24:55 - 25:25にMBSテレビで放送されたバラエティ番組。番組表では「ロケ争奪バラエティ」という副題が付いている。
番組タイトルは、出演芸人5組の頭文字から付けられている。

## 概要
レギュラー5組の芸人たちの中から毎回1組がロケを行う。ロケにはテーマや条件が課せられており、過酷な内容となっている。さらにロケ映像を当時なんばグランド花月ビル内にあった「よしもと47ご当地市場」や「よしもとおみやげもん横丁」（現・YES THEATER）においてレギュラー出演者全員で視聴するという形で収録が行われる。収録は2012年4月10日までは5upよしもと（現・よしもと漫才劇場）のエレベーターホールで行われていた。なお初回のみ、ロケに出る芸人を決める勝負は5upよしもとの舞台上で行われた。
第10回まではサブタイトルの通り、5組の芸人が勝負をし、勝利した1組だけがロケに出ることができた。第1・2回はじゃんけんで、第3回以降は10枚のカードの中から、豪族姿の番組キャラクター・プワジくんのカードを選ぶ「プワジめくり」で勝負した。第10回で「プワジめくり」の終了および勝負の廃止が決定し、第11回からはプワジくんのカードを当てた学天即から番組タイトルに倣ってプリマ旦那、和牛、GAG少年楽団、ソーセージの順にロケに行く形に変更。同時にソーセージは、2011年の放送で一度もロケに行けないことも確定してしまった（ソーセージの初ロケは2012年1月17日放送の「大人気マンガ『ONE PIECE』が全巻揃ってる散髪屋さんはあるのか?」）。さらに2012年4月以降はロケに行く順番がランダムになっている。
2012年7月2日に放送当時ソーセージのメンバーだった藤本聖（現・ジュリエッタ）が暴力事件で逮捕（後に不起訴処分となり、謹慎を経て2013年に復帰）されたことを受け、翌3日は急遽放送休止となり、次番組『ノブナガ』（CBC制作、遅れネット）の以降の番組の放送開始時間を繰り上げた。以降もロンドンオリンピックの特別編成による7月31日と8月7日の2週も含めた計6週休止となり、8月14日より放送再開。再開後、ソーセージは秋山賢太と山名文和（現・アキナ）の2人のみ出演。2012年9月25日の放送で終了、これにより火曜日の5upよしもと出演芸人によるバラエティ番組枠は廃枠となり、そのまま『ノブナガ』の遅れ放送枠となっている。

## 出演者

### レギュラー
前番組『やかせて!ソーセージ』に出演していた5組の芸人が引き続き出演している。出演者はパーカーまたはポロシャツ（2012年8月より）を着用している（カッコ内はパーカー・ポロシャツの色）。
- ソーセージ（赤） - 藤本聖のみ、2012年6月26日までの出演[11]。
- 学天即（水色）
- プリマ旦那（オレンジ）
- 和牛（緑）
- GAG少年楽団（青）

### ゲスト
- 小出水（シャンプーハット）（2012年4月24日放送、GAG少年楽団とエッチな本探しを行った）
- トータルテンボス（2012年6月5・12日放送、初のスタジオゲスト）
- 高橋泰松（「堂島キッチン La ビアラッテ」オーナーシェフ、2012年5月22日・6月26日放送、和牛・水田と料理再現対決を行った）
- 宇治原史規（ロザン）（2012年6月19日放送、ソーセージ・山名と四字熟語の意味当て対決を行った）
- 宇都宮まき（2012年6月30日・2012年9月11日放送、スタジオゲスト）
- 森下千里（2012年8月14日放送、芸能人カレー部副部長・GAG少年楽団に出題）
- 松尾貴史（2012年8月14日放送、芸能人カレー部・井上と解説を行った）
- 井上岳久（2012年8月14日放送、カレー総合研究所所長・松尾と解説を行った）
- 博多華丸・大吉（2012年8月21日放送、大吉が学天即・奥田と大吉の著書「年齢学序説」の内容に関するクイズ対決を行った）
- オリエンタルラジオ（2012年8月28日放送、中田敦彦がプリマ旦那・野村と日本語の語源当てクイズ対決を行った）
- 宗修二（2012年8月28日放送、東進ハイスクール講師・日本語の語源当てクイズ対決で正解判定を行った）

## おもな企画
エッチな本探し企画
企画第1回となる2011年11月22日放送の「今でも河原にエッチな本は落ちているのか? in 淀川」から人気のある企画で、おもにGAG少年楽団が担当。河原でエッチな本を探し歩くもので、GAG少年楽団・福井が見つけたエッチな本を他のメンバーが背負っているカゴにダンクシュートのように投げ入れる「エッチダンク」をするのが恒例となっている。
2012年8月16日からは、ミニ企画として「関西エッチな川ランキング」を開始。メンバーは週替わりで、日没まで河原でエッチな本を探し歩き、見つかった冊数でランキングを作成する。ランキング結果は以下のとおり（最新回放送終了時点）。
| 順位     | 河川名（府県）                    | 冊数 |
| -------- | --------------------------------- | ---- |
| 1位      | 淀川（大阪府）                    | 11冊 |
| 2位      | 加古川（兵庫県） 宇治川（京都府） | 3冊  |
| 4位      | 大和川（大阪府）                  | 2冊  |
| 5位      | 猪名川（兵庫県）                  | 1冊  |
| ランク外 | 天野川（大阪府） 石川（大阪府）   | 0冊  |

2012年9月11日放送で行われた「第1回関西エッチな川大賞」で、見つけたエッチな本・ビデオ・DVDの状態・数によってポイント換算し、ポイント数の合計によるランキングが発表された。「関西エッチな川ランキング」では未放送だったソーセージがロケを担当した愛知川（滋賀県）もランキングに加えられた。
| 順位 | 河川名（府県）                    | ポイント |
| ---- | --------------------------------- | -------- |
| 1位  | 淀川（大阪府）                    | 1150p    |
| 2位  | 加古川（兵庫県）                  | 370p     |
| 3位  | 石川（大阪府） 大和川（大阪府）   | 310p     |
| 5位  | 宇治川（京都府）                  | 300p     |
| 6位  | 猪名川（兵庫県）                  | 100p     |
| 7位  | 天野川（大阪府） 愛知川（滋賀県） | 0p       |

一夜漬けチャレンジシリーズ
提示されたテーマに則り、芸人が一夜漬けで暗記などを行い、その道の達人と対決。和牛の場合は水田と料理人による料理再現対決となる。

## その他
帰ってきたソガのプワジLIVE in 5upよしもと（2013年7月3日、5upよしもと）
5upよしもとで2013年5月に行われた『もう1度見たい!イベントアンケート』で第6位にランクインし、7月に開催されるリクエストイベントの一つとして、アキナ・学天即・プリマ旦那・和牛・GAG少年楽団が一夜限りで再集結。来場者には「街でポケットティッシュをもらった人が電話をかけて昔のあだ名を教えてくれるのか?」の企画で5組が街頭で配ったポケットティッシュ（配布は5種類のランダム）と、イベントの進行を務めたGAG少年楽団・宮戸が回答した、とある女性雑誌の恋愛に関するアンケート（実はドッキリ）のコピーが贈られた。

## スタッフ
スタッフロールでは、個人名は「○○（名字）の△△（氏名）」と表記。
- オープニングテーマ：DJ OZMA「HAPPY SONG」（EMIミュージック・ジャパン）[23]
- ナレーション：谷藤リョーコ、中村郁（2012年8月14・21・28日）
- 構成：八木晴彦、友光哲也、森下知哉
- CAM：西嶋秀浩、三村友昭・川崎圭一郎（トラッシュ）、神高慎一、山本和良
- 音声：仲井真盛之（放送映画製作所）、角田康太（トラッシュ）、今田智幸、梶巻久仁彦、本城宣彰、中越真司
- CA：石原勇太、辻宏文、森本翔一、甲斐野正佳
- 照明：北田研二、新原志保美、大杉貴則、土井正博
- 音効：景山佳彦、西岡慶
- MA：豊島淳、新田陽子、宮路茂光、古川靖久
- 美術：内田公幸、前原清花、岡久世
- タイトル：宮本由紀子、松浦次郎
- イラスト：TORU
- EED：寺下智、三木嘉彦、岩本和也、須藤慎平
- CG：紀野伸子
- 編成：田中将徳、田渕伸一
- 宣伝：北野敦則、小野耕一
- WEB：荒木崇
- 協力：トラッシュ、サウンドエースプロダクション、音選屋、仕事場、WITH YOU
- リサーチ：田中ミカン、杉本晃志
- AD：岩田充弘、松山千鶴、柴田怜佑、小林潤也
- ディレクター：小林雄志、安達澄子、山下純平、藤井智章、橋本薫、中井英雄、松本繁男
- チーフディレクター：山内健太郎
- プロデューサー：長富剛（MBS）、田井中皓介（よしもとクリエイティブ・エージェンシー）、紺田啓介（ゾフィープロダクツ）
- 製作：吉本興業、ゾフィープロダクツ、毎日放送

### 過去のスタッフ
- 協力：アーチェリープロダクション、アスカプロダクション
- プロデューサー：岸本孝博（MBS）、上田泰三（ゾフィープロダクツ）